# HC Dinamo Minsk
HC Dinamo Minsk (Wit-Russisch: ХК Дынама-Мінск), is een Wit-Russische ijshockeyclub die speelt in de Kontinental Hockey League (KHL). De ploeg werd opgericht in 1976. Dinamo speelt zijn thuiswedstrijden in de Minsk Arena in Minsk.
De eigenaar van HC Dinamo Minsk is BFSO Dinamo.

## Erelijst
Landskampioen Wit-Rusland (5): 1994, 1995, 1996, 2000, 2007
Bekerwinnaar Wit-Rusland (3): 2005, 2006, 2009
Wit-Russische SSR kampioenschap (2): 1968, 1970
Spengler Cup (1): 2009

## Voormalige clubnamen
- Dinamo Minsk (1976–1992)
- Tivali Minsk (1992–2000)
- Dinamo Minsk (2003–heden)